# United States Naval Test Pilot School

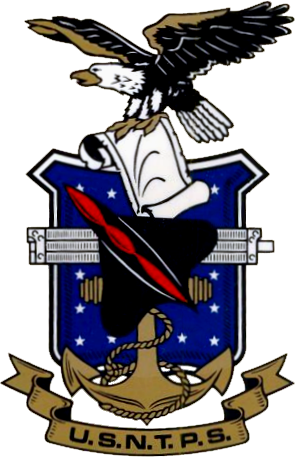
Emblem der U.S. Naval Test Pilot School

Die United States Naval Test Pilot School (USNTPS) ist eine Ausbildungsstätte der U.S. Navy. Sie befindet sich auf dem Marinefliegerstützpunkt Patuxent River in Maryland, USA. Dort werden Piloten, Waffensystemoffiziere und Ingenieure der Navy, des Marine Corps, der Army und der Air Force in die Funktionsweise, die Entwicklung und die Technik der unterschiedlichen Flugzeuge eingewiesen.
Die Schule wurde 1945 gegründet, als die Testpilotenausbildungsabteilung der Navy (Test Pilot Training Division) vom Marinefliegerstützpunkt Anacostia, Washington, D.C. zum Marinefliegerstützpunkt Patuxent River umzog. Der erste Kurs verließ die Schule am 21. Dezember 1948. Die geflogenen Typen waren damals PB4Y-2 Privateer, F6F-5 Hellcat, Fairchild XNQ-1, F7F-3 Tigercat, F8F Bearcat, PBY-6A Catalina und Beech SNB-1. 1957 erhielt die Schule ihren Namen, den sie heute noch trägt.
Das Auswahlverfahren ist äußerst anspruchsvoll und die Bewerber werden von einem Auswahlkomitee ausgesucht. USNTPS ist die einzige Testpilotenschule des US-Militärs, die akademische Kurse für Hubschrauber anbietet. Die Schule betreibt 50 Flugzeuge 13 unterschiedlicher Typen. Studenten können erwarten, während ihres Lehrgangs zwischen 15 und 20 verschiedene Flugzeuge zu fliegen.